# Caridina modiglianii
Caridina modiglianii е вид десетоного от семейство Atyidae.

## Разпространение и местообитание
Видът е разпространен в Индонезия.
Обитава крайбрежията на сладководни басейни.